# Cressida (lune)
Pour l’article homonyme, voir Cressida (homonymie).
Cressida (U IX Cressida) est un satellite naturel d'Uranus du groupe de Portia.
Cressida fut découverte en 1986 par la sonde Voyager 2 d'où sa désignation temporaire S/1986 U 3. Excepté ses caractéristiques orbitales et une estimation de ses dimensions, on ne connaît que peu de choses à son sujet.
Elle tire son nom du personnage féminin principal dans la pièce Troïlus et Cressida de William Shakespeare.
Cressida pourrait entrer en collision avec Desdémone d'ici les prochains 100 millions d'années. Une étude américaine publiée le 24 aout 2017 sur le site arXiv.org suggère que la collision entre Cressida et Desmédone se produira dans environ 1 million d'années. Le futur de Cressida et Desmédone a pu être déterminé grâce à l'amélioration des connaissances portant sur les anneaux d'Uranus, notamment l'anneau η.